# Nathan Netter
Nathan Netter (geboren am 5. Januar 1866 in Niedernai; gestorben am 15. Dezember 1959 in Metz) war ein deutsch-französischer Rabbiner und Politiker.

## Leben
Nathan Netter, Sohn eines Viehhändlers, war Schüler von Isidor Weill in Colmar; er legte 1891 vor dem Consistoire Straßburg sein Examen ab. 1891 wurde er in Straßburg promoviert. Er war von 1891 bis 1898 Rabbiner in Buchsweiler und danach in Saargemünd. 1900 bis 1954 war er Oberrabbiner des Konsistoriums von Lothringen in Metz. Nach dem Tod von Adolf Ury wurde Netter 1915 zum Mitglied der Ersten Kammer des Landtags des Reichslandes Elsaß-Lothringen gewählt; dieser gehörte er bis 1918 an. Er war Teilnehmer der Misrachi- und B’nai-B’rith-Konferenzen. 1939, während des Sitzkrieges, ließ die französische Regierung Metz von Zivilisten räumen; Netter ging nach Sanary-sur-Mer. Von 1942 bis 1944 wohnte er in Roanne; dann flüchtete er nach Saint-Firmin (Hautes-Alpes). 1954 ging Nathan Netter hochbetagt in den Ruhestand. Nach seinem Tod wurde er an der Seite seiner Ehefrau France Weill (1872–1935) auf dem Jüdischen Friedhof in Metz-Chambière bestattet.

## Werke
Netter verfasste einige Schriften in deutscher und später in französischer Sprache (Auswahl):
- Die Geschichte Noahs und der Sündflut. Eine Übersetzung und kritische Behandlung des Midrasch Rabbah: Genes. Par. 25,2; 26,1; 26,3 und Par. 29 - 36. Dissertation, Straßburg 1891 (Digitalisat in der Freimann-Sammlung).
- Zwei Neujahr-Predigten. Gehalten in der Consistorial-Synagoge zu Metz; den 14. u. 15. September 1901. 1901.
- Schiller und das Judentum. Bericht der Grossloge für Deutschland. In: Bericht der Großloge für Deutschland. Organ des 8. Distrikts U.O.B.B. 14. Jahrgang, No. 5, Berlin 1905, S. 63–66 (Digitalisat in Compact Memory).
- Die Schuldennot der jüdischen Gemeinde Metz (1791 bis 1854). In: Monatsschrift für Geschichte und Wissenschaft des Judenthums. Jahrgang 57, Heft 5, 1913, S. 591–619 (Digitalisat), und Jahrgang 58, Heft 1, 1914, S. 63–80 (Digitalisat).
- Geschichte des Israelitischen Hospizes in Metz. 1911.
- Eine Wanderung durch das jüdische Altertum. 1912.
- Geschichte des Talmuds. Metz 1916 (Digitalisat in der Freimann-Sammlung).
- A travers l ’Antiquité Juive.  Les Presses Universitaires de France, Paris 1924; zweite Auflage 1925 (Digitalisat).
- Cent ans d'histoire d'une Sociéte de Charité messine (la Jeunesse israélite de Metz) 1838–1938. 1938.,
- Vingt siècles d'histoire d'une communauté juive. 1938.
- La patrie égarée et la patrie renaissante. 1947.
- Souvenirs et impressions de voyage au Maroc a travers l'Espagne. 1952.
- Langage des siècles. Metz 1958.

## Ehrungen
Netter wurde 1910 mit dem Roten Adlerorden 4. Klasse ausgezeichnet. 1922 erhielt er die Médaille d’or du Souvenir français. 1931 wurde er Ritter und 1946 Offizier der Ehrenlegion.